# Le Falgoux
Le Falgoux (oc lo Fogor, prononcer lou Fougou), là một xã ở tỉnh Cantal, thuộc vùng Auvergne-Rhône-Alpes ở miền trung nước Pháp.

## Dân số
| Năm    | 1962 | 1968 | 1975 | 1982 | 1990 | 1999 |
| ------ | ---- | ---- | ---- | ---- | ---- | ---- |
| Dân số | 502  | 418  | 350  | 292  | 226  | 193  |

### Liens internes
- Xã của tỉnh Cantal